# Fredonia (miasto w stanie Wisconsin)
Fredonia – miasto w Stanach Zjednoczonych, w stanie Wisconsin, w hrabstwie Ozaukee.